# Scorpion (seizoen 3)
Dit artikel vat het derde seizoen van Scorpion samen. Dit seizoen liep van 3 oktober 2016 tot en met 15 mei 2017 en bevat vijfentwintig afleveringen.

## Rolverdeling

### Hoofdrollen
- Elyes Gabel - Walter O'Brien
- Ari Stidham - Sylvester Dodd
- Jadyn Wong - Happy Quinn
- Eddie Kaye Thomas - Tobias M. 'Toby' Curtis MD
- Robert Patrick - Federaal agent Cabe Gallo
- Katharine McPhee - Paige Dineen
- Riley B. Smith - Ralph

### Terugkerende rollen
- Scott Porter - Tim Armstrong
- Lea Thompson - Veronica Dineen
- Reiko Aylesworth - Allie Jones

## Afleveringen
| Nr. | Aflevering | Titel                              | Regisseur          | Schrijver(s)                       | Selectie gastrollen | Uitzenddatum     |  |
| --- | ---------- | ---------------------------------- | ------------------ | ---------------------------------- | --- | ---------------- |  |
| 47 | 1          | Civil War                          | Sam Hill           | Nick Santora Nicholas Wootton      | Spencer Grammer - June Gerald Downey - kapitein Braden Max Gail - Bruce Henri Lubatti - Skunk                                                          | 3 oktober 2016   |  |
| Ondanks de romantische problemen tussen Walter, Paige, Happy en Toby gaat het team toch samen aan de slag, zij moeten samen met de United States Navy twee straaljagers stoppen die gehackt zijn en nu Los Angeles bedreigen. De hackers hebben ook de controle over vier torpedobootjagers overgenomen en deze gepositioneerd bij Miami, Boston, Portland en Long Beach met hun raketten gericht op de steden. Defensie is hierdoor gedwongen om al het luchtverkeer te verbieden en de raketsilo's te sluiten. Dit zorgt ervoor dat het land nu niet verdedigd kan worden. Het team ontdekt dat de hackers opereren vanuit Bulgarije. Het lukt Happy en Toby om de controle over de gehackte straaljager terug te krijgen, nadat een straaljager de andere heeft neergeschoten. Ondertussen reizen Sly, Cabe en Tim met een Valkyrie naar Bulgarije om op jacht te gaan naar de hackers. Om de baas van de hackers te vinden moet Sly een kaartduel aangaan om zo zijn aandacht te krijgen. |            |                                    |                    |                                    | |                  |  |
| 48 | 2          | More Civil War                     | Jeffrey Hunt       | Nick Santora Nicholas Wootton      | Spencer Grammer - June Gerald Downey - Kapitein Braden Max Gail - Bruce Henri Lubatti - Skunk Michael McGrady - admiraal Pace                          | 3 oktober 2016   |  |
| Nadat Sly de aandacht heeft van de baas, wordt hij gedwongen hem te helpen met het terugwinnen van miljoenen dollars van een Chinese rivaal. Dit gebeurt in ruil voor het adres waar de hackers zich bevinden. De overige teamleden, die in Amerika zijn achtergebleven, kunnen de controle van de torpedobootjagers weer overnemen, maar ontdekken dan dat de hackers nog de controle hebben over een nucleaire onderzeeboot. Zij proberen met magneten het signaal van de hackers te verstoren, maar zijn een paar seconden te laat met hun oplossing. Terwijl Cabe en Tim op jacht zijn op de hackers lopen zij in een val, en de hackers lanceren dan in Amerika een nucleair raket. Om een raketinslag op een stad te voorkomen, her programmeert Walter de GPS instellingen van de raket om zo een drama te voorkomen. Ondertussen verliest Sly per ongeluk het kaartspel. De baas ontdekt dat Sly voor de Amerikaanse overheid werkt en besluit hem dan te doden. Op weg naar zijn executieplek lukt het hem, met hulp van de Valkyrie-piloot, om te ontsnappen. |            |                                    |                    |                                    | |                  |  |
| 49 | 3          | It Isn't the Fall That Kills You   | Sanford Bookstaver | Nick Santora Scott Sullivan        | Andy Buckley - Richard Elia Jake Renner - consularis Christopher Showerman - kapitein Rasha Goel - verslaggever                                        | 10 oktober 2016  |  |
| Zakenmagnaat Richard Elia wendt zich opnieuw tot het team, omdat hij hun hulp nodig heeft bij zijn eerste bemande ruimtevlucht. Walter heeft aan Richard voor zijn ruimtevlucht een raketmotor geleverd, en deze schijnt nu problemen te hebben. Terwijl Walter in de raket tests aan het uitvoeren is, wordt deze geraakt door een blikseminslag en daardoor gelanceerd. Diverse problemen, zoals het wegvallen van zuurstof, zorgen dat Walter begint te hallucineren dat Paige bij hem in de raket is. De overige teamleden moeten nu zien te ontdekken hoe zij Walter weer veilig terug op aarde krijgen. De druk wordt hoog als ontdekt wordt dat Walter nog maar voor 30 minuten zuurstof heeft. Zij wenden zich bij de Roskosmos voor hulp, in ruil voor reclame dat zij Amerika hebben geholpen. Nadat Walter weer veilig teruggekeerd is, heeft hij met Toby een gesprek over hun onbereikbare liefdes. |            |                                    |                    |                                    | |                  |  |
| 50 | 4          | Little Boy Lost                    | Steven A. Adelson  | Rob Pearlstein Nick Wootton        | Joshua Leonard - Mark Collins Michael Graziadei - Ronen Cole Marcus Eckert - Daniel Lisa Brenner - Jill Markell Andrew - Carlos Diaz                   | 17 oktober 2016  |  |
| Wanneer Daniel, een autistische jongen en vriend van Ralph, tijdens een schoolreisje naar een museum wordt vermist, gaat het team op zoek naar hem. Zij ontdekken dat een verdachte man de tablet van Daniel meenam, en dat deze man eigenlijk een andere tablet moest hebben die bij een dode brievenbus zou moeten liggen. Al snel ontdekt het team dat de tablet aan een internationale huurleger toebehoord, genaamd S6. Het team gaat nu een strijd aan met de tijd om Daniel te vinden voordat S6 dit doet. De reden is dat Daniel de tablet van hen in bezit heeft. Het team komt echter te laat en moet nu Daniel, die in paniek is, zien te redden uit de handen van S6. Daniel onthult aan het team dat hij op de tablet een dossier heeft geopend en plannen heeft gezien over een moordaanslag met slimme kogels op een kandidaat voor de senaat. Het team kan met een briljant plan van Happy de moordaanslag stoppen. Ondertussen bezoekt Toby Mark Collins in de gevangenis, en vraagt aan hem wie de geheime echtgenoot is van Happy. In plaats van een antwoord geeft Mark aan Toby een raadsel, de oplossing zal hem naar het antwoord verwijzen. Het lukt Toby het raadsel op te lossen, het antwoord is dat Walter de bedoelde persoon is. Happy legt aan Toby uit wat er aan de hand is: zij is in het verleden getrouwd met Walter, om hem zo aan een verblijfsvergunning te helpen. Toby komt er bovendien achter dat Happy van Walter wil scheiden omdat zij zwanger is. |            |                                    |                    |                                    | |                  |  |
| 51 | 5          | Plight at the Museum               | Christine Moore    | Paul Grellong Nick Santora         | Siobhan Fallon Hogan - Joyce Linehan Gonzalo Menendez - Peralta Ken Colquitt - vrederechter Annie Little - curator Stafford Victor Manso - Pablo       | 24 oktober 2016  |  |
| Het team wordt ingehuurd door het historisch museum van Los Angeles om een probleem met een pilaar te onderzoeken. Om een oplossing te vinden moeten zij een nacht daar blijven. De zaak wordt al snel complex wanneer een groep dieven inbreken, zij willen een partij isotopen van tantaal uit een planetoïde stelen om een nucleaire bom te maken. Het team moet nu, zonder hulp van buitenaf, de inbrekers zien te stoppen. Ondertussen begint Toby sympathiepijnen met Happy en haar zwangerschap te voelen, en krijgt goedbedoelde ouderlijke adviezen van Paige. Het team krijgt dan bezoek van een overheidsbeambte van de immigratiedienst die nieuwsgierig is naar de reden dat Happy en Walter al hun getrouwde jaren aparte adressen hebben gehad. Dit zorgt ervoor dat Toby hen lessen gaat geven hoe als een getrouwd echtpaar te gedragen. |            |                                    |                    |                                    | |                  |  |
| 52 | 6          | Bat Poop Crazy                     | Omar Madha         | David Foster Nicholas Wootton      | Jay Ali - Bryce MacMillan Teisa Sekona - Jody MacMillan Siobhan Fallon Hogan - Joyce Linehan                                                           | 31 oktober 2016  |  |
| Het team reist af naar een gebergte in Arizona, waar zij diep de grotten in moeten gaan om een groep vleermuizen te redden. Op die manier moeten ze het Noord-Amerikaanse ecosysteem zien te helpen. Om een dodelijk virus voor de vleermuizen te stoppen, moeten zij met behulp van een aerosol fungicide in de grotten verspreiden. Onderweg in de grotten ontmoeten zij ook een zoöloog die aan hen verklaart dat hij zijn partner is kwijtgeraakt. Nu moeten zij ook de partner redden uit de grotten, terwijl zij ook te maken krijgen met agressieve vleermuizen die tegen hen keert. Ondertussen moet Happy, die uit gezondheidsoverwegingen in het hoofdkwartier in achtergebleven, op Ralph passen. Ralph wordt echter na te veel suiker eten hyperactief, en drijft Happy tot waanzin. Later helpt het team Happy en Walter met het maken van foto's, voor de geloofwaardigheid van hun getrouwde leven voor de immigratie inspectrice. |            |                                    |                    |                                    | |                  |  |
| 53 | 7          | We're Gonna Need a Bigger Vote     | Sam Hill           | Elizabeth Davis Beall Nick Santora | Siobhan Fallon Hogan - Joyce Linehan Graham Shiels - agent Hart Todd Williams - agent Bush Lovlee Carroll - Sandy Catherine Dyer - Sophia Vasquez      | 7 november 2016  |  |
| Wanneer het team een oproep krijgt van de president zelf moeten zij samen gaan werken met de FBI. Zij moeten een groep hackers zien te vinden die op verkiezingsdag de stemcomputers probeerde te laten crashen. Sinds Walter een aantekening heeft van de immigratiedienst over zijn vermeende huwelijk met Happy wordt hij door de FBI buiten het onderzoek gehouden, dit tot zijn grote frustratie. Ondanks dit verbod mengt hij zich toch samen met Ralph in het onderzoek, en ontdekt dat de Chinese Ambassade achter de hack zit. Ondertussen gaat Paige samen met Tim naar een veteranenfeest, waar zij de ouders van Tim zal ontmoeten. De immigratie inspectrice moet, tegen haar zin, Walter en Happy toch vertellen dat de immigratiedienst het onderzoek naar hun nephuwelijk zal stoppen. Dit omdat de overheid hen zo wil bedanken voor hun hulp naar de zoektocht van de hackers. Happy ontdekt dat zij niet zwanger is, dit omdat haar bloedtest een valse uitslag gaf door een cadmiumvergiftiging die zij opliep door haar werk aan de zonnepanelen. Zij en Toby besluiten toch om zichzelf te verloven. |            |                                    |                    |                                    | |                  |  |
| 54 | 8          | Sly and the Family Stone           | Jeff Hunt          | Adam Higgs Nicholas Wootton        | John Aylward - oom Tobin Glenn Keogh - Sean O'Brien Pamela Shafer - Louise O'Brien Jay Paulson - Connor Russell Simpson - Thomas Eamon Hunt - priester | 14 november 2016 |  |
| Het team, met uitzondering van Happy en Toby, reizen af naar Ierland om daar het cenotaaf in te zegenen voor de eenjarige herdenking van de dood van Megan. Toby is achtergebleven om Happy te helpen met haar chelatietherapie, en om haar te overtuigen om samen een groot huwelijk te houden. In Ierland wordt door Walter de herdenkingstraditie doorbroken, als hij ontdekt dat een meer op het punt van eruptie staat. Als dit gebeurt dan zal uit het meer een dodelijk giftige wolk ontsnappen die al de deelnemers van de herdenking zal bedreigen. Walter en Tim worden nu gedwongen samen te gaan werken. Om dit in goede banen te leiden, moeten Cabe en Toby alles uit de kast halen. Tijdens dit gebeuren wordt Walter weer herenigd met zijn oude vijanden uit de jeugd. Uiteindelijk krijgen zij toch respect voor elkaar. |            |                                    |                    |                                    | |                  |  |
| 55 | 9          | Mother Load                        | Jeff T. Thomas     | Kevin J. Hynes                     | Daniel Dratch - Dyfrost John Hartman - Kaldor Amir M. Korangy - dr. Sanjay Patel                                                                       | 21 november 2016 |  |
| Paige is druk bezig met het voorbereiden met de maaltijd voor Thanksgiving Day, maar wordt ruw gestoord door de komst van haar vervreemde moeder Veronica. Het blijkt dat Veronica in het verleden een reputatie heeft opgebouwd als oplichtster en nu werkt als vastgoedmakelaar. Zij roept de hulp in van het team, nadat zij in een leegstaand pand een radioactieve kernreactor heeft gevonden die op het punt staat van ontploffen. Het team moet nu snel ervoor zorgen dat de reactor uit het gebouw verdwijnt, dit omdat een ontploffing heel Los Angeles zal bedreigen met een nucleaire gifwolk. Ondertussen wordt zij lastiggevallen door duistere zakenlieden, die geld van haar terug willen hebben. Ondertussen probeert Sly een petitie te starten om zich verkiesbaar te stellen als raadslid. Cabe raakt geïnteresseerd in Allie Jones, de verkiezingsmedewerkster van de tegenstander van Sly. Later vertelt Veronica aan Walter dat hij een betere keus voor Paige is dan Tim, en biedt haar hulp aan om Paige terug te winnen. |            |                                    |                    |                                    | |                  |  |
| 56 | 10         | This is the Pits                   | Sam Hill           | Kim Rome Nicholas Wootton          | Kelvin Han Yee - kapitein Gentry Nadine Nicole Heimann - Beth Adwin Brown - hipster Darnell Kirkwood - Mike                                            | 12 december 2016 |  |
| Wanneer een automobiliste van de weg raakt en op de bodem van de La Brea-teerputten terechtkomt, moet het team samen gaan werken met de brandweer om haar te kunnen redden. Ondertussen lukt het Sly niet om genoeg geld op te halen voor zijn campagne voor de raadslidverkiezing. Veronica leert Ralph hoe hij meer winst kan maken met het verkopen van koekjes, om ze duurder te verkopen aan hipsters. Het verdiende geld besluiten zij dan aan Sly te geven voor diens campagne, zodat hij zich toch verkiesbaar kan stellen. Walter beëindigt zijn samenwerking met Veronica met het plan om Paige terug te winnen, omdat hij beseft dat hij Paige pijn zal doen als hij hiermee doorgaat. Tim slaat een baanaanbod af in Amman om zo bij Paige te blijven en wil proberen om een vaste baan te krijgen bij Scorpion. |            |                                    |                    |                                    | |                  |  |
| 57 | 11         | Wreck the Halls                    | Milan Cheylov      | Scott Sullivan                     | Matthew Alan - Sam Roberts Kevin Gage - Maddox Leo Oliva - Davis Jim Palmer - Williams Angelo Perez - Guy                                              | 19 december 2016 |  |
| Het team brengt de kerstavond door in een huisje midden in het bos, waar geen elektronische apparaten, telefoonontvangst of wifi is. Cabe, Walter en Tim gaan de bossen in op zoek naar een geschikte kerstboom, maar komen dan gewapende mannen tegen die een ATF agent in gijzeling houden. Het lukt hen de agent te bevrijden en hem mee te nemen naar hun huisje, maar ontdekken al snel dat zij achtervolgd worden door de gewapende mannen. Het team zet nu vallen op in het huis om de mannen tegen te houden. Op het eerste oog lijkt het hen te lukken om de mannen tegen te houden, maar dan ontvoert de ATF agent Ralph en vlucht samen met hem het huis uit. Paige en Walter slaan de achtervolging in op de ATF agent en het lukt hen Ralph te bevrijden. Hierna hebben Walter en Tim een heftige discussie over Paige, dit zorgt ervoor dat Tim zijn positie heroverweegt binnen Scorpion. Later besluit hij de baan in Amman aan te nemen en Scorpion te verlaten. Toby waarschuwt Walter hierna dat Paige hem hiervoor verantwoordelijk zal houden. |            |                                    |                    |                                    | |                  |  |
| 58 | 12         | Ice Ca-Cabes                       | Jeff T. Thomas     | David Foster Nick Santora          | Lisa Catara - ambulanceverpleegkundige J. Anthony Pena - beveiliger                                                                                    | 2 januari 2017   |  |
| Het team keert weer terug in hun dagelijkse routine na het vertrek van Tim, maar Paige is boos op Walter over de manier waarop hij de situatie heeft aangepakt en focust zich op het werk. Cabe kan weer terug naar zijn woning en vertelt aan Happy dat hij haar verlaat. Zij is hier verdrietig over en zal zijn aanwezigheid missen. Als dankbetuiging voor het logeren geeft Cabe haar voor haar aanstaande huwelijk een broche die van zijn moeder is geweest. Ondertussen wordt het team opgeroepen voor een klus bij een waterpompbedrijf ver in de woestijn. Terwijl zij bezig zijn met het verhelpen van een storing gaat er iets mis met een pomp; deze slaat op hol en een stuk metaal schiet los en komt terecht in de maag van Cabe, die hierdoor levensgevaarlijk gewond raakt. Het team is gedwongen om Cabe te bevriezen om zo zijn leven te redden. Zij moeten nu diverse materialen verzamelen die zij voorhanden hebben. Sly en Happy moeten hun diepste angsten tegemoet treden en Walter en Page moeten een nudistenterrein betreden voor hun spullen. Later in het ziekenhuis bekent Walter tegenover Cabe dat hij hem ziet als een vader, en vertelt hem dat hij van hem houdt. |            |                                    |                    |                                    | |                  |  |
| 59 | 13         | Faux Money Maux Problems           | Omar Madha         | Aadrita Mukerji Nicholas Wootton   | Patricia De Leon - Lucinda Erin Barnes - Joanne Lucas Davis - Martin                                                                                   | 16 januari 2017  |  |
| Het team neemt een karwei aan bij een wijnmakerij die gebruikmaakt van bepaalde rooimethodes en optische sorteerders. Als zij in een limousine op weg zijn naar de wijnmakerij, worden zij bedwelmd door kevloturane, een subtiel maar potentieel dodelijk gas. Ze blijken in de val te zijn gelokt door een zus van een buitenlandse dictator, zij wil het team dwingen om vals geld te maken voor haar land dat de economie van Amerika wil vernietigen. Nadat zij opgesloten worden in een gebouw met de moeder van Paige, moet Paige gebruikmaken van de oplichtingspraktijken van haar moeder om hen te redden. Ondertussen worden Toby en Happy op de wijngaard achtervolgd door medewerkers van de zus. Het lukt Toby en Happy om te ontsnappen en ze schieten de rest van het team te hulp met hun ontsnapping. |            |                                    |                    |                                    | |                  |  |
| 60 | 14         | The Hole Truth                     | Sam Hill           | Matthew David Rob Pearlstein       | Michael Beach - chef Derek Phillips - Frank Dean Cudworth - voorman Ted Maritz - Joe                                                                   | 23 januari 2017  |  |
| Het team wordt ingehuurd door de United States Army Corps of Engineers om assistentie te verlenen bij een breuk in een stadswaterpijplijn. Zij vinden diverse kleine lekken waardoor een groot zinkgat aan het ontstaan is, wat er op zijn beurt voor zal zorgen dat een silo met chemicaliën met daarop een arbeider instort. Mocht dit gebeuren, dan zal de aquifer van Zuid-Californië vernietigd worden, met vergiftiging van het drinkwater tot gevolg. Ondertussen moet Toby Walter helpen die hun EQ omlaag brengt, nadat hij gedumpt is door Paige. Paige helpt ondertussen haar moeder met het terughalen van geld dat zij heeft verdiend met oplichting. Dit geld ligt verstopt onder een verlaten fabriek die nu bewaakt wordt. |            |                                    |                    |                                    | |                  |  |
| 61 | 15         | Sharknerdo                         | Tim Story          | Elizabeth Davis Beall              | Tiffany Dupont - Joan Anna Arden - Anika Nikki Castillo - Patty Logan Martin Harris - Bernhard                                                         | 6 februari 2017  |  |
| Wanneer het team een contract verliest met de United States Department of Energy om hun servers te upgraden, dit door Walter die een meningsverschil krijgt, vervalst hij een zaak om zo hun geluidsnavigatie te gebruiken voor zoektochten naar piratenschatten. Het team wordt dan ingehuurd door een bergingsbedrijf dat geloofd San Caldera gevonden te hebben, een schip dat in 1595 bij Drakes Bay gezonken is met aan boord een kapitaal aan goud. Ondertussen helpt Allie Sly met zijn campagne door het geven van een interview aan een jonge verslaggever. Sly krijgt dan belangrijkere dingen aan zijn hoofd als hij Walter en Paige moet redden, die op zee drijven na een explosie op hun boot. Terwijl Walter en Paige een apparaat maken voor een SOS signaal worden zij omsingeld door een groep haaien, en ontdekken dan dat hun tijd begint te dringen. |            |                                    |                    |                                    | |                  |  |
| 62 | 16         | Keep It In Check, Mate             | Christine Moore    | Kim Rome                           | Jamie McShane - Patrick Quinn Brian Guest - agent Markman Mariah Bonner - Natalya Abelev Paul K. Daniel - tegenstander Walter                          | 13 februari 2017 |  |
| Het team wordt door de CIA in Europa ingeschakeld voor hulp nadat een CIA agent in Sardovia wordt vermoord. Om dicht bij de activa van Sardovia te komen, moeten Walter en Sly undercover gaan in een schaaktoernooi om zo een spionne/schaakgrootmeester te onthullen voordat haar identiteit onthuld wordt door codebrekers. Ondertussen werkt Cabe samen met de FBI om Patrick, de vader van Happy, te overtuigen om te getuigen tegen Sony Dubin, een man die gestolen auto's gebruikte voor drugssmokkel over de grens. Patrick werd door Sony gebruikt voor het verwijderen van framenummers uit de gestolen auto's. Hij krijgt hiervoor een gevangenisstraf voor twee jaar, dit tot groot verdriet van Happy. Ralph wordt door twee meisjes gevraagd om hen te vergezellen naar een Valentijnsdagfeest. Hij zoekt hulp bij de mannen van het team in plaats van Paige. Later vraagt hij toch hulp aan Paige om hem te leren dansen. |            |                                    |                    |                                    | |                  |  |
| 63 | 17         | Dirty Seeds, Done Dirt Cheap       | Jeff T. Thomas     | Adam Higgs                         | Serena Scott Thomas - ms. Weldy Kevin Weisman - Ray Spiewack Ata-Han Erentok - jonge Toby Riley Go - jonge Happy Braxton Herda - Bucky                 | 20 februari 2017 |  |
| Het team reist af naar Groenland voor een simpel klusje, het repareren van een haperend computersysteem van een groot internationaal zadenbank. Wanneer Happy, Sly en Cabe opgesloten raken in een luchtvochtigheidskamer, krijgen zij door clavicepssporen levensbedreigende psychotische hallucinaties. Deze symptomen bedreigt hun angstherinneringen in hun hersenen. Happy wordt opnieuw geconfronteerd met haar afwijzingen toen zij in haar jeugd wachtte op nieuwe adoptieouders. Sly gelooft dat hij een ziekte gaat krijgen van kippen die volgens hem bij hem zijn. Cabe gelooft dat hij te oud is voor zijn vriendin Allie. Paige, Walter en Toby zijn niet geïnfecteerd en proberen hun vrienden te helpen om hun ergste angsten te overwinnen om hen zo te redden. Later moet Sly in een politiek debat het publiek toespreken, dit is een van zijn grootste angsten. |            |                                    |                    |                                    | |                  |  |
| 64 | 18         | Don't Burst My Bubble              | Omar Madha         | April E. Brassard Nicholas Wootton | Mary Mouser - Ada Efrain Figueroa - brandweercommandant Brian McNamara - David Cullen G. Chambers - neef Buzzy                                         | 27 februari 2017 |  |
| Wanneer Ada, een nieuwe online vriendin van Happy en een tienermeisje, niet meer reageert op een privéchat, snelt Happy naar haar woonadres in Lancaster. Daar ontdekt zij dat Ada lijdt aan immuundeficiëntie door een beenmergdepressie en nu verblijft in een steriele tent. De tent wordt tijdens een storm bedreigd door een grote tak die op het punt staat de tent te doorboren, wat levensgevaarlijk voor haar zwakke immuunsysteem is. Happy roept dan de hulp in van het team om haar proberen te redden. Ondertussen probeert Walter zijn nieuwe emotie-uitingen naar Paige, nu zij afscheid heeft moeten nemen van Tim die nu in Jordanië verblijft. Sly verliest de verkiezingen voor raadslid, nadat de baas van Allie haar heeft gedwongen een foto openbaar te maken waar Sly niet al te goed op stond. Cabe kan dit niet goedkeuren en besluit de relatie tussen hem en Allie te verbreken. |            |                                    |                    |                                    | |                  |  |
| 65 | 19         | Monkey See, Monkey Poo             | Don Tardino        | Scott Sullivan                     | Penn Jillette - dr. Cecil P. Rizzuto Patrick Davis - Thiago Rebeka Montoya - dr. Silva                                                                 | 13 maart 2017    |  |
| Het team werkt samen met het Wereldgezondheidsorganisatie om het gevaarlijke Marari-virus te stoppen die op uitbreken staat. Het team reist af naar het Amazoneregenwoud om daar een geïnfecteerde witvoorhoofdkapucijnaap te zoeken die het medicijn tegen het virus kan leveren. Ondertussen wil Happy dat haar relatie met Toby een kans van slagen heeft, en zoekt hulp bij de therapeut dr. Cecil Rizzuto voor relatietherapie. Walter merkt op dat Cabe emotionele pijn heeft na het verbreken met de relatie met Allie, en weet hoe dit voelt met zijn gevoelens naar Paige en leeft met hem mee. |            |                                    |                    |                                    | |                  |  |
| 66 | 20         | Broken Wind                        | Steven A. Adelson  | Caitlin Duffy Nick Santora         | Steven W. Bailey - Ernie Daniel Dratch - Dyfrost John Hartman - Kaldor                                                                                 | 20 maart 2017    |  |
| Het team wordt ingehuurd door het United States Department of Energy om een speciale grafeen legering turbine te ontwerpen, om hiermee de propeller-loze windmolenpark te upgraden. Wanneer Happy en Paige vast komen te zitten in een gondel, en de kabel dreigt te breken haast de rest van het team om hen te redden. Ondertussen wordt Toby gedwongen door zijn mannelijke mede-teamleden om een getuige te kiezen voor zijn huwelijk, en besluit dan om Paige te kiezen. Happy is bang dat haar hetzelfde lot staat te wachten en besluit dan om allen mannen te kiezen voor haar getuigen. |            |                                    |                    |                                    | |                  |  |
| 67 | 21         | Rock Block                         | Antonio Negret     | David Foster                       | Christopher Heyerdahl - president Korsovich Carlo Rota - generaal Savic Johann Urb - Eerik                                                             | 10 april 2017    |  |
| Het team wordt ingehuurd door de fictieve Hechnyan republiek om een ruimtecapsule met een astroïde te bergen. De astroïde blijkt dan DNA-materiaal te hebben wat een levensbedreigende bedreiging kan vormen voor de mensheid. Ondertussen krijgt Cabe, die achtergebleven is, bezoek van Allie die hem vertelt dat haar baas ontslagen is als raadslid, en dat Sly nu deze positie kan krijgen. Sly weigert dit, maar komt later hierop terug en neemt dit alleen aan als Cabe Allie mee uit eten neemt. Happy en Toby ontduiken hun verplichtingen richting hun huwelijk, maar zij worden betrapt door Paige die hier gebruik van maakt. |            |                                    |                    |                                    | |                  |  |
| 68 | 22         | Strife on Mars                     | Jeff Hunt          | Kevin J. Hynes                     | Patrick Fischler - Kapper Benjamin Burdick - Sal Elisabeth Hower - Jen                                                                                 | 17 april 2017    |  |
| Het team wordt ingehuurd door Kapper Aerospace Industries in Solvang om hun Thorium krachtcentrale in hun gesloten ecologische gebouw, om het leven op Mars te simuleren, te repareren. Wanneer een belangrijk systeem faalt moet het team twee wetenschappers uit het gebouw zien te redden die daar al voor elf maanden verblijft. Walter en Paige zijn bezig met hun eigen versies van de vrijgezellenavond voor Happy en Toby, Walter wil naar het museum en Paige wil met een feest bus op stap. Ondertussen bereiden Happy en Toby zich voor om samen te gaan wonen. Ze ontdekken al snel dat zij totaal verschillende levensgewoonten hebben. Walter krijgt door een bepaalde geur in het gebouw herinneringen te verwerken van wat er eerder gebeurd is in de raket (zie aflevering: It Isn't the Fall That Kills You), en ontdekt wat er toen werkelijk gebeurd is tussen hem en Paige. Hij kan dit niet verwerken en ontslaat Paige uit zijn team, dit tot woede van Paige die hem samen met Ralph verlaat. |            |                                    |                    |                                    | |                  |  |
| 69 | 23         | Something Burrowed, Something Blew | Christine Moore    | Aadrita Mukerji Nick Santora       | Rockmond Dunbar - Scotty Kevin Weisman - Ray Spiewack Lindsay Pulsipher - Michelle Bannister                                                           | 1 mei 2017       |  |
| Op de huwelijksdag van Happy en Toby krijgt het team een karwei in Wyoming waar een ondergrondse brand woedt in verlaten kolenmijnen. Zij moeten dit stoppen voordat de brand een belangrijke telefoonnetwerk vernietigd. Zij hebben echter hiervoor weinig tijd omdat zij op tijd terug moeten zijn voor de huwelijk. Door complicaties lukt dit hen echter niet en Paige plant een geïmproviseerd huwelijk op een parkeerplaats, en roept de hulp in van Ray om het huwelijk te voltrekken. Walter biecht tegenover Paige de reden op dat hij haar heeft ontslagen: hij was verliefd op haar. Tot zijn verbazing hoort hij van haar dat zij ook verliefd op hem is, en ze vieren dit met een intiem moment. Cabe krijgt een oproep van de gouverneur van Frans-Polynesië voor hulp voor hun onderwater energiegeneratoren. Cabe neemt het team mee naar Tahiti voor de missie, en het team beschouwt dit als een verkapte huwelijksreis. Aan boord van de privévliegtuig, met Happy als copiloot, komen zij in een soort turbulentie. Het vliegtuig dreigt neer te storten. |            |                                    |                    |                                    | |                  |  |
| 70 | 24         | Maroon 8                           | Milan Cheylov      | Paul Grellong                      | Rockmond Dunbar - Scotty | 8 mei 2017       |  |
| Het team komt na de crash terecht op een verlaten eiland. Iedereen is ongedeerd, met uitzondering van de piloot die gewond is aan zijn arm. Het team bouwt snel een apparaat dat zijn arm moet redden, en zoeken ondertussen een manier om weg te komen van het eiland. Ondertussen krijgt Sly door zijn bijnadoodervaring een nieuw gevoel van zelfvertrouwen, en Toby ontdekt verrassende geheimen over Happy en Paige. Walter worstelt met de nieuwe situatie tussen hem en Paige en Ralph. |            |                                    |                    |                                    | |                  |  |
| 71 | 25         | Scorp Family Robinson              | Sam Hill           | Nick Santora Nicholas Wootton      | Rockmond Dunbar - Scotty | 15 mei 2017      |  |
| Twee weken na de noodlanding op een onbewoond eiland is het team in twee kampen verdeeld over hoe zij van het eiland kunnen ontsnappen, voordat de regentijd aanbreekt. Walter denkt dat het veranderen van het magnetisch veld op het eiland de aandacht kan trekken van onderzoekers. Toby wil een nieuw vlot bouwen met recent ontdekte olievaten waarmee zij weg kunnen varen. Ondertussen raakt Sylvester, die nu een flinke baard heeft gekregen, steeds meer zijn verstand kwijt. Hij verblijft nu in de bunker samen met zijn nieuwe huisdier. Nadat Ralph en Scotty gevangen komen te zitten in een zandkuil, bundelt het team weer zijn krachten om hen te redden. Door een explosie van koper kunnen zij hierna de aandacht trekken van een overvliegend vliegtuig, waarna ze worden gered. Als zij allemaal veilig thuiskomen, kunnen Walter en Paige eindelijk hun romantische moment afmaken. |            |                                    |                    |                                    | |                  |  |